# Njord

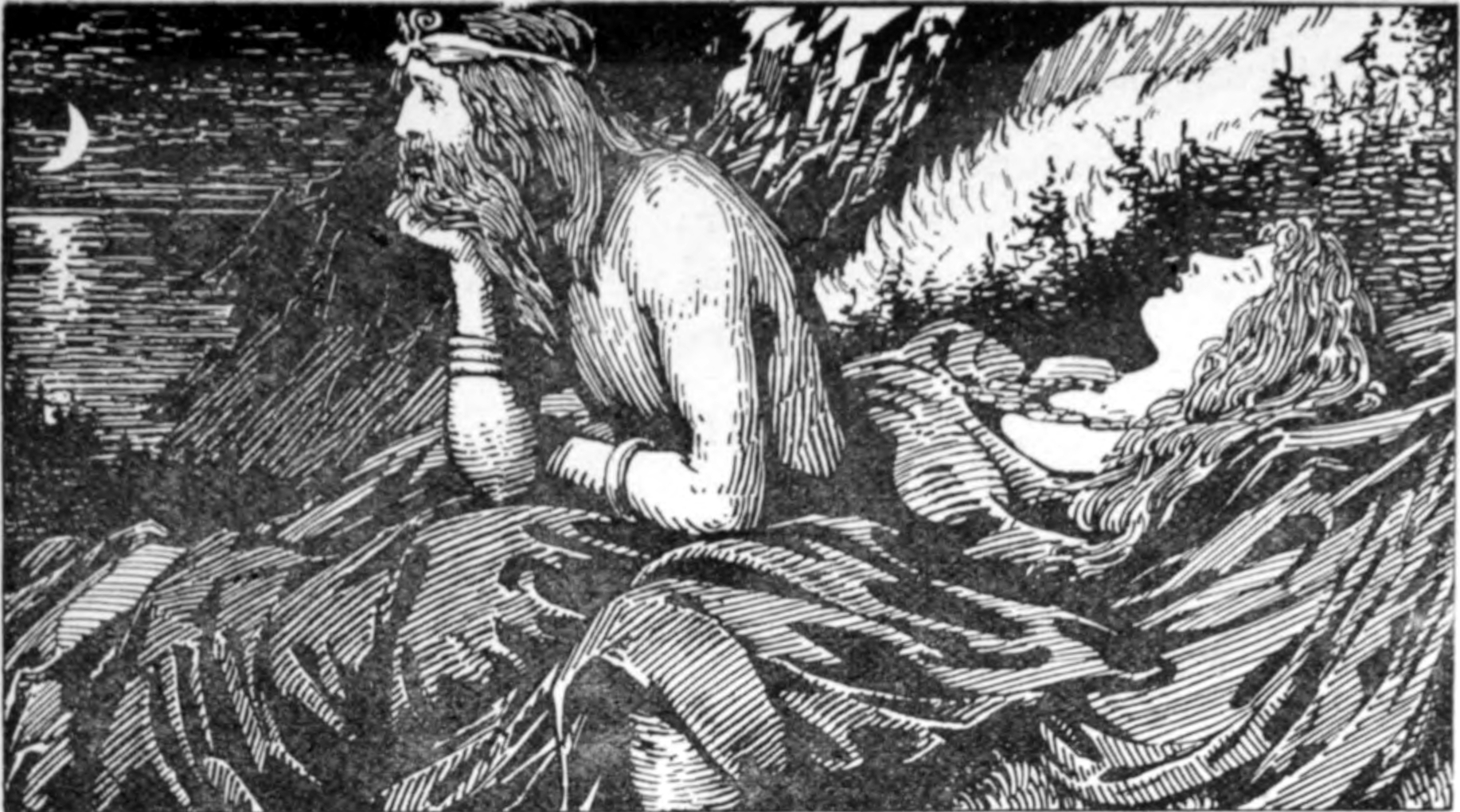
Njörd's desire of the Sea (1908), tranh của W. G. Collingwood

Trong thần thoại Bắc Âu, Njord hay Njörðr là một vị thần ở Vanir. Ông cưới một người chị em trong tộc, sinh ra chị em Freyr và Freyja, và còn bị ép hôn với Skadi. Njörðr sống ở Nóatún và bảo trợ cho biển, nghề đánh cá, gió, câu cá, của cải, và vụ mùa bội thu.
Njörðr được chứng thực trong thơ ca và văn xuôi Edda. Sự tôn kính cho thần kéo dài đến tận thế kỉ 19 trong những câu chuyện dân gian Na Uy, trong đó chúa trời được gọi là Njor và được tạ ơn vì những mẻ lưới đầy tay. Hiện nay Njörðr được viết đơn giản hơn thành Njord, Njoerd, hay Njorth.